# Az U.N.C.L.E. embere
Az U.N.C.L.E. embere (eredeti cím: The Man from U.N.C.L.E.) 2015-ben bemutatott amerikai akciófilm, amelyet Guy Ritchie rendezett.
A forgatókönyvet Jeff Kleeman, David C. Wilson, Guy Ritchie és Lionel Wigram írta. A producerei John Davis, Steve Clark-Hall, Lionel Wigram és Guy Ritchie. A főszerepekben Henry Cavill, Armie Hammer, Alicia Vikander, Elizabeth Debicki és Jared Harris láthatók. A film zeneszerzője Daniel Pemberton. A film gyártója a Ritchie/Wigram Productions, a RatPac-Dune Entertainment és a Davis Entertainment, forgalmazója a Warner Bros. Pictures.
Az Amerikai Egyesült Államokban 2015. augusztus 14-én, Magyarországon 2015. augusztus 20-án mutatták be a mozikban.

## Cselekmény
Solo, egy CIA ügynök keres egy náci tudóst, ezért elmegy a tudós lányáért. Szökés közben találkozik Iljával, egy KGB ügynökkel. Először rosszabban vannak, de rájönnek, hogy a lány apja atombombát készít egy szervezetnek és közös erővel kapják el.
"A hidegháború csak átverés volt. Jól tudják ezt az U.N.C.L.E nevű titkos kémszervezet alkalmazottai, akik, ha kell, szívesen együttműködnek orosz kémtársaikkal. Napoleon Solo (Henry Cavill), a cég egyik legjobb embere is kénytelen közösen bevetésre indulni Ilja Kurjakinnal (Armie Hammer), mert mindketten jól tudják: az igazi veszély egészen máshonnan fenyeget. Egy nemzetközi bűnszövetkezet őrült tervvel próbálja káoszba taszítani a világot. Minél jobban el akarják terjeszteni a nukleáris technológiát, mert abban reménykednek, hogy ha folytatódik az atomfegyverek terjedése, a törékeny erőegyensúly felborul, és kitör a III. világháború. A párosnak csupán egyetlen nyom áll rendelkezésre: egy eltűnt német tudós lánya. Az ő segítségével talán behatolhatnak a bűnszervezetbe." 

## Szereplők
| Szereplő       | Színész                                   | Magyar hang      |
| -------------- | ----------------------------------------- | ---------------- |
| Solo           | Henry Cavill                              | Welker Gábor     |
| Ilja           | Armie Hammer                              | Makranczi Zalán  |
| Gaby           | Alicia Vikander                           | Földes Eszter    |
| Victoria       | Elizabeth Debicki                         | Pálmai Anna      |
| Sanders        | Jared Harris                              | Hirtling István  |
| Waverly        | Hugh Grant                                | Stohl András     |
| Alexander      | Luca Calvani                              | Széles Tamás     |
| Rudi bácsi     | Sylvester Groth                           | Berzsenyi Zoltán |
| Oleg           | Misha Kuznetsov                           | Csernák János    |
| Udo            | Christian Berkel                          | Jakab Csaba      |
| Smith kapitány | Guy Williams                              | Dózsa Zoltán     |
| Kikötőmester   | Pablo Scola                               | Törköly Levente  |
| Önmaga         | John Fitzgerald Kennedy (archív felvétel) | Barát Attila     |